# دیوید گریسون
دیوید گریسون (انگلیسی: David Garrison؛ زادهٔ ۳۰ ژوئن ۱۹۵۲) یک هنرپیشه اهل ایالات متحده آمریکا است. وی از سال ۱۹۷۴ میلادی تاکنون مشغول فعالیت بوده‌است.